# Козаки йдуть
«Козаки йдуть» — український художній фільм режисера Сергія Омельчука відзнятий у 1991 році на кіностудії «Національно-культурний виробничий центр Рось»

## Нагороди
- 1991 — Приз Симпатія" Всеукраїнського кінофестивалю ім. І.Миколайчука, м. Київ.

## Акторський склад

### Головні ролі
- Михайло Голубович — Максим Тритуз
- Інна Капінос — Настя
- Олег Масленников — Оверко
- Юрій Муравицький — Пан професор, єзуїт
- Лесь Задніпровський — Стас Мальчевський
- Андрій Борисенко — Таламара
- Юрій Мажуга — Сом

### В ролях
- Володимир Коляда — Човник
- Юрій Потапенко — Черкас
- Олександр Литовченко — Іван Спудей
- Володимир Антонов — Торба
- В'ячеслав Дубінін — Смаглій, вістовець
- Віктор Черняков — Хома, корчмар
- Микола Абесинов — Сидір, батько Насті
- Володимир Коршун — Піп
- Данило Нарбут — Січений[1]

### В епізодах
Любов Богдан, Т. Клиндух, Наталія Плахотнюк, Ольга Реус-Петренко, Галина Сулима, К. Артеменко, П. Бойко, М. Боднар, Геннадій Болотов, Володимир Бродський, Леонід Данчишин, С. Кржечковський, Микола Малашенко, Олександр Мілютін, Йосип Найдук, Валерій Наконечний, О. Некряч, Володимир Олексієнко, Ю. Попелов, Юрій Рудченко, Віктор Степаненко, Володимир Ткаченко, Коста  Турієв, Р. Холбобаєв, А. Холбобаєв

## Деталі сюжету
Україна-Русь кінця XV сторіччя. Несподівано зникає весь виготовлений на мануфактурах порох. Козаки під керівництвом Максима Тритуза збираються разом, щоб розшукати один з обозів, який везе порох на Січ.

## Знімальна група
- Режисер-постановник: Сергій Омельчук
- Автор сценарію: Богдан Жолдак
- Оператор-постановник: Віталій Зимовець
- Композитор: Олег Кива
- Художник-постановник: Василь Заруба
- Художник по костюмах Надія Коваленко
- Художники-гримери К. Одинович, Ніна Одинович
- Звукооператор Євген Пастухов
- Режисер Вітольд Янпавліс
- Монтажер Людмила Ясинська
- Оператор В. Шабалін
- Асистенти:
  - режисера Т. Верещага, А. Капацевич,
  - оператора В. Манюков, І. Павлович, О. Чумак
- Комбіновані зйомки:
  - оператор Георгій Лемешев,
  - художник П. Корягін
- Майстер по світлу: О Циняк,
- Коректор кольору: А. Кучаковська
- Фехтування в постановці О. Попелова
- Трюки виконувала група центру «Каскадер» та ЛВТП «Простір» під орудою М. Данилова та М. Павлюка
- Каскадери: В. Романов, В. Юрченко, В. Богданов, М. Хмельов, С. Крупський, В. Титов, С. Антоненко, Ю. Сивовол, О. Гайдай
- Ансамбль солістів «Київська камерата». Диригент В. Сіренко
- Хор «Фрески Києва». Керівник О. Бондаренко
- Музичний редактор: Володимир Гронський
- Редактор: О. Андріяка
- Головний консультант: Данило Нарбут
- Директор фільму: Петро Терещенко